# Dijála
Dijála (arabsky ديالى‎) je jedním z 19 guvernorátů v Iráku. Jeho hlavním městem je Bakúba. Má rozlohu 17 685 km² a v roce 2009 v něm žilo 1 370 500 obyvatel. Sousedí s guvernoráty Wásit, Babylón, Bagdád, Saladdín a Sulejmánie.